# Al-Rai, Syria
Al-Rai (tiếng Ả Rập: الراعي; al-Ra'i hoặc al-Rayi, tiếng tiếng Thổ Nhĩ Kỳ: Çobanbey), là một thị trấn nhỏ ở phía bắc tỉnh Aleppo, miền bắc Syria. Với 4.609 người, theo điều tra dân số năm 2004, al-Rai là trung tâm hành chính của Nahiya al-Rai dân cư thưa thớt.  Nằm tại Đường sắt Baghdad và gần biên giới Thổ Nhĩ Kỳ, ngay bên kia Elbeyli, đây là một ngôi làng quan trọng về chiến lược. Thị trấn Akhtarin, khoảng 15 kilômét (9,3 mi)   về phía tây nam. Các thị trấn lớn hơn là Azaz, khoảng 35 kilômét (22 mi)   về phía tây, và Jarablus và Manbij, cả hai khoảng 45 kilômét (28 mi)   về phía đông.

## Đường sắt
Cổng biên giới đường sắt Çobanbey đã bị đóng cửa từ năm 1981, được mở cửa trở lại vào ngày 22 tháng 12 năm 2009 sau khi tuyến đường dài 62 km giữa Aleppo và obanbey được làm mới. Lễ khai mạc có sự tham gia của các bộ trưởng giao thông của Thổ Nhĩ Kỳ và Syria, Binali Yıldırım và Yarob Süleyman.

## Nội chiến Syria
Trong Nội chiến Syria, al-Rai đã bị lực lượng Quân đội Syria Tự do (FSA) bắt giữ và tổ chức cho đến đầu tháng 2 năm 2014, khi các đồng minh của FSA, Lữ đoàn Al-Tawhid và Lữ đoàn chinh phạt bị tấn công bởi một đơn vị chủ yếu là Chechen của Nhà nước Hồi giáo của Iraq và Levant, (ISIL) đã chiếm giữ thị trấn vào ngày 3 tháng 2 năm 2014.
Kể từ đó, ISIL coi thị trấn là thành trì chính của mình ở vùng nông thôn Aleppo. Trong quá trình tấn công Bắc Aleppo của họ, các đơn vị FSA đã chiếm được thị trấn hai lần vào tháng 4 năm 2016 vào tháng 6 năm 2016, nhưng cả hai lần đều không thể chống lại các cuộc phản công của ISIL. FSA đã chiếm lại thị trấn lần thứ ba trong Trận al-Rai tháng 8 năm 2016, nhưng đã mất nó đến một lần khác để phản công ISIL sau đó vào tháng Tám. Vào cuối tháng 8 năm 2016, phiến quân được báo cáo đã chiếm lại thị trấn lần thứ tư với sự giúp đỡ của các lực lượng Thổ Nhĩ Kỳ (bao gồm cả xe tăng) và đã chiếm giữ một số ngôi làng gần đó.

al-Rai là trung tâm hành chính của Nahiya al-Rai của quận Al-Bab.

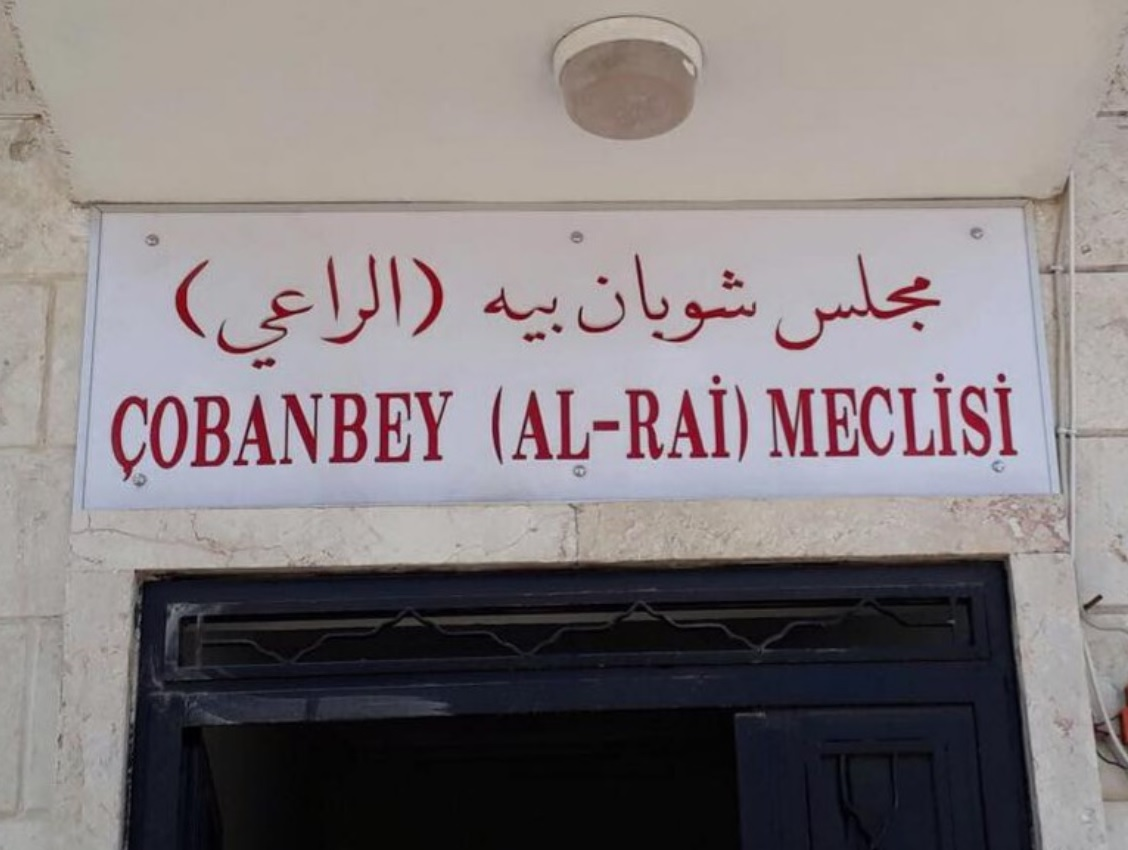
Çobanbey (Al-Rai) Counci